# Nomen nescio

Nomen nescio, abrégé en N.N., est une expression signifiant en latin « je ne connais pas le nom » et utilisée pour parler d'une personne anonyme ou non définie. L'abréviation N.N. est notamment utilisée en Belgique, en Allemagne, en Italie et aux Pays-Bas. L'expression est également utilisée par les généalogistes et les joueurs d'échecs. 